# С-8
С-8 (где буква «С», предположительно — снаряд, а «8» — калибр ракет 80 мм) — советская/российская 80-миллиметровая неуправляемая авиационная ракета, предназначенная для уничтожения техники и живой силы противника с воздуха. Ракета выпускается с несколькими видами боевых частей.
Носителями ракет С-8 в разное время являлись различные самолёты — штурмовики, бомбардировщики и истребители-бомбардировщики: Су-17, Су-24, Су-25, Су-27, Су-30, Су-34, Су-35, МиГ-23, МиГ-27, Су-30 ; ударные вертолеты: Ми-8, Ми-24, Ми-35, Ми-28, Ка-52 и Ка-50, а также бронетранспортёры и десантно-штурмовые катера.

## История
В 1964 году ОКБ-51 П. О. Сухого приступило к разработке проекта ударного самолёта, первоначально обозначенного как Т-58М, впоследствии ставшего фронтовым бомбардировщиком Су-24. 21 августа 1965 года было принято постановление ЦК КПСС и Совета Министров СССР № 648—241 о создании Т-58М, в этом же документе предусматривалось создание прицельно-навигационной системы «Пума» и новых неуправляемых и управляемых авиационных ракет С-8, С-24 и Х-24. Разработка новых средств поражения стала необходимой в связи с совершенствованием бронетехники и средств ПВО сухопутных войск вероятного противника и недостаточной мощности и дальности действия НАР семейства С-5 (получивших большое распространение в 1960-х годах).
Разработка НАР типа С-8 поручалась ОКБ-16 (позднее КБ Точмаш) которым руководил А. Э. Нудельман. Впоследствии разработку модификаций С-8 стал осуществлять «Институт прикладной физики» в г. Новосибирске (сейчас ОАО). Механические взрыватели были разработаны Научно-исследовательским технологическим институтом в Балашихе.
Усиление поражающего действия боевой части и установка более мощного двигателя были достигнуты увеличением калибра, относительно предшественницы С-5, с 57 до 80 мм. Компоновочная схема С-8 осталась идентичной С-5. Увеличение калибра и соответственно массы ракеты привело и к росту мощности двигателя.
Заводские (предварительные) испытания НАР С-8 прошла в 1969 году, а совместные (с заказчиком) государственные испытания — в 1971 году. Серийно С-8 производилась на заводе «Авиаагрегат» в Куйбышеве (ныне Самара).
В настоящее время, корпуса С-8 серийно производятся на заводе «Сельмаш» в Кирове.

## Конструкция
Ракета С-8 сохранила принципиальную схему и компоновку ракеты С-5. Для улучшения точностных характеристик 6 перьев стабилизатора при выходе ракеты из трубы принудительно раскрывались газовым поршнем под действием отбираемых из камеры сгорания твердотопливного двигателя пороховых газов. В раскрытом положении перья фиксировались (дело в том, что люфты в навеске оперения С-5, необходимые для их свободного раскрытия, снижали кучность стрельбы.)
В сложенном положении узел стабилизатора был уложен между шестью соплами твердотопливного двигателя ракеты и закрыт стаканом, срывающемся при пуске. Для быстрого разгона и раскрутки более тяжёлой ракеты С-8 тяга твердотопливного двигателя по сравнению с двигателем ракеты С-5 увеличена, а время его работы сокращено до 0,69 с. Рассеяние С-8 в полёте и круговое вероятное отклонение составляло 0,3 % дальности, а дистанция эффективного пуска — 2000 м.

## Модификации
На основе базовой конструкции С-8 с универсальной кумулятивно-осколочной боевой частью было разработано несколько модификаций ракеты.

### С-8М и С-8КОМ
С-8М и С-8КОМ с модернизированной боевой частью усиленного осколочного действия и твердотопливным двигателем, имеющим увеличенное время работы.
Полная длина ракеты С-8КОМ составляет 1542 мм. Стартовый вес ракеты 11,2 кг. Кумулятивно-осколочная боевая часть весом 3,6 кг содержит 1,1 кг (по разным источникам — 0,9 кг, вероятно, перепутали с С-8М) взрывчатого вещества. При попадании по нормали С-8КОМ может пробить 420-мм броню (по разным источникам — 400 мм, вероятно, перепутали с С-8М). Дальность пуска ракеты 1300-4000 м. Диапазон скорости самолёта-носителя при боевом применении ракет С-8 всех типов 166—330 м/сек.

### С-8С
Ракета С-8С имеет боевую часть, несущую 2000 стреловидных поражающих элементов для поражения живой силы. На конечном участке полёта стрелы выбрасываются вперёд вышибным зарядом.

### С-8БМ
Ракета С-8БМ имеет бетонобойную боевую часть проникающего действия, пробивающую слой железобетона толщиной до 0,8 м. Длина ракеты С-8БМ 1540 мм. Стартовый вес ракеты 15,2 кг. Боевая часть весом 7,41 кг содержит 600 г взрывчатого вещества. Дальность пуска ракеты 1200—2200 м.

### С-8Д и С-8ДМ
Ракеты С-8Д и С-8ДМ имеют боевую часть с объёмно-детонирующей смесью; 2,15 кг жидких компонентов взрывчатого вещества смешиваются и образуют аэрозольное облако объёмно детонирующей смеси. Взрыв по фугасному действию эквивалентен 5,5-6 кг тротила. Длина ракеты С-8ДМ — 1700 мм. Стартовый вес ракеты 11,6 кг. Вес боевой части 3,63 кг.

### С-8О и С-8ОМ
Ракеты С-8О и С-8ОМ осветительные. Их длина 1632 мм. Стартовый вес 12,1 кг. Вес боевой части 4,3 кг. Горючий состав весом 1 кг. Даёт силу света порядка 2 млн кандел.

### С-8П
Ракета С-8П предназначалась для создания пассивных помех РЛС противника. При срабатывании дистанционного взрывателя из боевой части ракет вышибным зарядом выбрасываются диполи из металлизированного стекловолокна. Первые образцы ракет за три секунды создавали облако диполей объёмом 500 м³. Эти диполи предназначались для создания помех РЛС, работающих на длинах волн от 0,8 до 14 см.

### С-8Л
Ракета С-8Л с полуактивной лазерной головкой самонаведения (дальность от 6—8 км) разработана для  беспилотного разведывательно-ударного комплекса МДП-01 «Термит».

## ТТХ
| С-8                   |  | кумулятивно-осколочная                            | 1600 — 2100                                   | 692 | 80                          | 1566 | 11,55 | 3,6/1 (A-IX-10)                               | пьезоэлектрический, голово-донный Н-26А (40 мкс)                                   | бронепробиваемость до 300 мм (при 30° к нормали) и 400 осколков по 3 г, РДТТ с пороха марки ВИК-2Д весом 3,17 кг. |
| С-8А                  |  | кумулятивно-осколочная                            |                                               | 622 | 80                          | 1566 | 11,65 | 3,6/1 (A-IX-10)                               | пьезоэлектрический, голово-донный Н-26А                                            | доработанным двигателем с бездымного пороха марки БН-К.                                                           |
| С-8М                  |  | кумулятивно-осколочная                            |                                               | 654 | 80                          | 1566 | 11,55 | 3,8/0,855 (A-IX-10)                           | пьезоэлектрический, голово-донный Н-26АМ                                           | бронепробиваемость до 400 мм, двигателем с увеличенным временем работы. РДТТ с пороха марки БНК-Р весом 3,04 кг.  |
| С-8КО С-8КОМ          |  | кумулятивно-осколочная                            | 1300—4000                                     | 700 | 80                          | 1542 | 11,2  | 3,6/1,1 (Гекфол-5)                            | пьезоэлектрический В-5КП1                                                          | бронепробиваемость до 420 мм и 450—500 осколков по 3 г. В двигателе С-8КО применяется топливо БНК-1БСТ.           |
| С-8С                  |  | со стреловидными поражающими элементами           |                                               | 600 | 80                          | 1532 | 12,10 | 2000-2100 стрел (L=40 мм, d=2,6 мм, m=1,26 г) | дистанционный В-678                                                                | приведённая зона поражения — 2600 м²                                                                              |
| С-8Б                  |  | бетонобойная                                      |                                               | 482 | 80 (БЧ подкалиберная 68 мм) | 1541 | 15,15 | 7,17/0,63 (A-IX-2)                            | донный, электромеханический, контактный И-426 (9К730) с замедлением 0,01-0,03 сек. | |
| С-8БМ                 |  | бетонобойная                                      | 1200-2000                                     | 450 | 80                          | 1540 | 15,2  | 7,41/0,6                                      | донный, электромеханический, контактный И-426 с замедлением                        | пробиваемая ж/б преграда 0,8 м                                                                                    |
| С-8ДМ                 |  | объёмно-детонирующая                              |                                               | 590 | 80                          | 1700 | 11,6  | 3,8/2,15                                      |                                                                                    | избыточное давление в центре подрыва 30 кг/см², температура до 3000 °С                                            |
| С-8ДФ                 |  | фугасная, снаряжённой объёмно-детонирующей смесью |                                               | 500 | 80                          | 1680 | 13,4  | 5,5/3,3                                       |                                                                                    | с противорикошетной головкой                                                                                      |
| С-8Т                  |  | Тандемная кумулятивная                            |                                               | 470 | 80                          | 1680 | 15,00 | 6,60/1,6 (Окфол)                              |                                                                                    | бронепробиваемость — 440 мм, осколочное действие                                                                  |
| С-8ОМ                 |  | осветительная                                     |                                               |     | 80                          | 1632 | 12,1  | 4,1 (факел — 1 кг)                            |                                                                                    | сила света 2 млн. кд в течение 30 сек.                                                                            |
| С-8ПМ                 |  | помеховая                                         |                                               |     | 80                          | 1632 | 12,3  | 4,5 (дипольные блоки — 2 кг)                  |                                                                                    | дипольные отражатели                                                                                              |
| С-8ЦМ                 |  | маркерная                                         | до 3000 м (самолёты), 1300—2000 м (вертолёты) |     | 80                          | 1605 | 11,1  | 3,6                                           |                                                                                    | дымовая, для целеуказания                                                                                         |
| С-8ОФП1 (Бронебойщик) |  | осколочно-фугасная, проникающая                   | до 6000 м                                     |     | 80                          | 1428 | 16,7  | 9,2/2,8                                       | контактный, двухрежимный                                                           | |

## Пусковые установки
Пуск ракет осуществлялся из специальных пусковых устройств (блоков) Б-8М1 и Б-8В20А. Оба блока имели по 20 пусковых труб, открытых с казённой части. Длина блока Б-8М1 (Б-8В20А) составляла 2760 мм (1700 мм), диаметр блока 520 мм (520 мм). Вес пустого блока 160 кг (123 кг). Позже были разработаны пусковые устройства типа Б-8В7, имевшие 7 открытых пусковых труб. Вес пустого блока 40 кг. Длина 1780 мм. Диаметр 332 мм.
В качестве пусковых установок используются подвешиваемые на авиационном носителе блоки:
- Б-8 — подвесной блок, имеющий 20 сквозных труб-направляющих и цилиндрический алюминиевый корпус с передним обтекателем, длина 2760 мм, диаметр 520 мм, вес 160 кг. Предназначен для ударных самолётов[14];
  - Б-8-0 — вариант Б-8 с теплозащитой
  - Б-8М — модернизированный блок типа Б-8
  - Б-8М1 — модернизированный блок типа Б-8
- Б-8В20А — подвесной блок на 20 сквозных труб-направляющих, имеющий цилиндрический алюминиевый корпус без обтекателя, длина блока 1700 мм, диаметр 520 мм, вес 100 кг. Предназначен для боевых вертолётов[15];
- Б-8В7 — подвесной блок, имеющий 7 сквозных труб-направляющих и цилиндрический алюминиевый корпус, длина 1780 мм, диаметр 332 мм, вес 40 кг. Изготавливались на самарском заводе «Авиаагрегат»[16];
- Б-8С7 — подвесной блок, имеющий 7 сквозных труб-направляющих и цилиндрический алюминиевый корпус с передним обтекателем. Изготавливались на самарском заводе «Авиаагрегат»[17];
- Б-8-10 — польский блок, имеющий 10 сквозных труб-направляющих и цилиндрический корпус, предназначен для вертолётов[18];

Виды ПУ
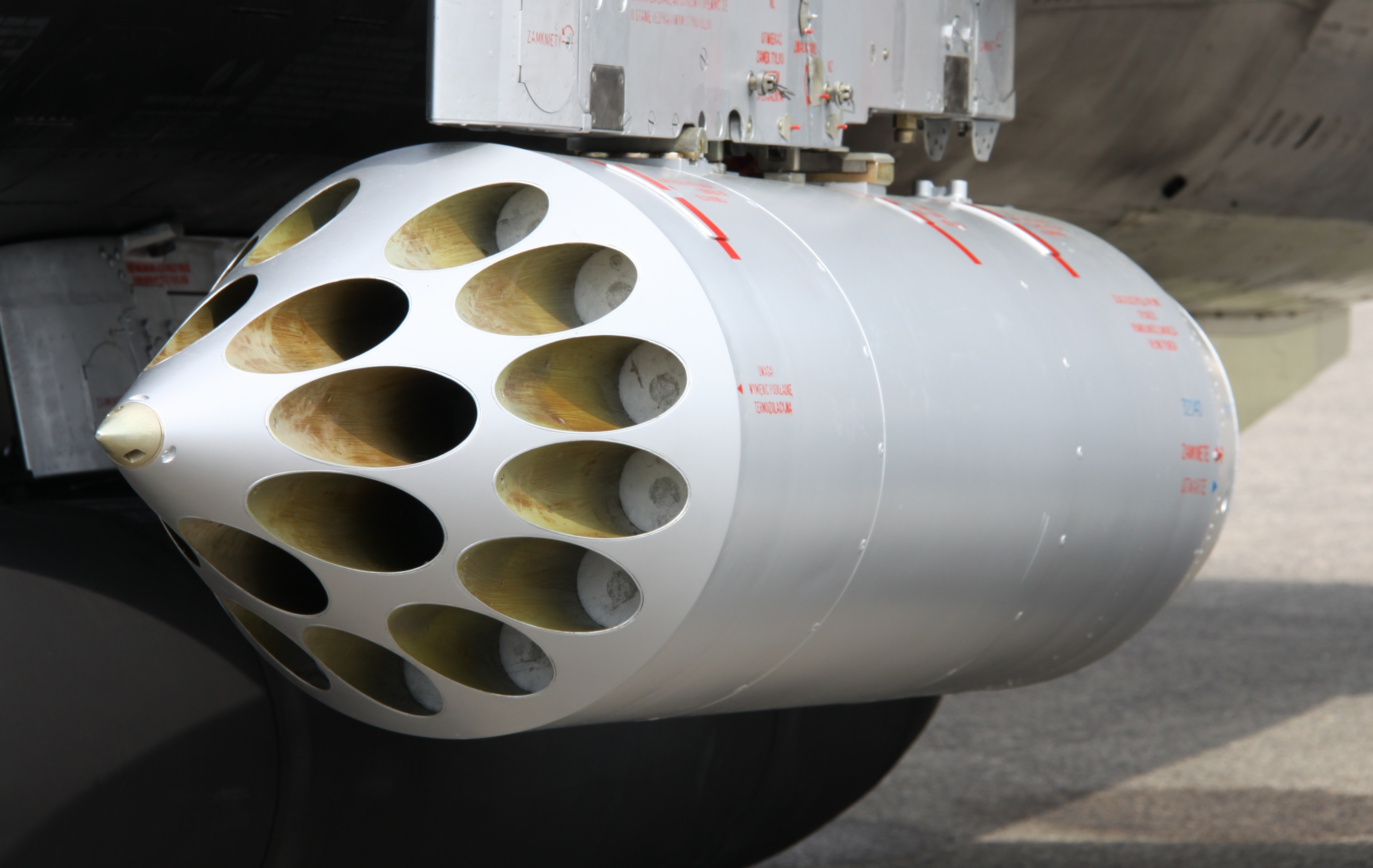
Блок типа Б-8.
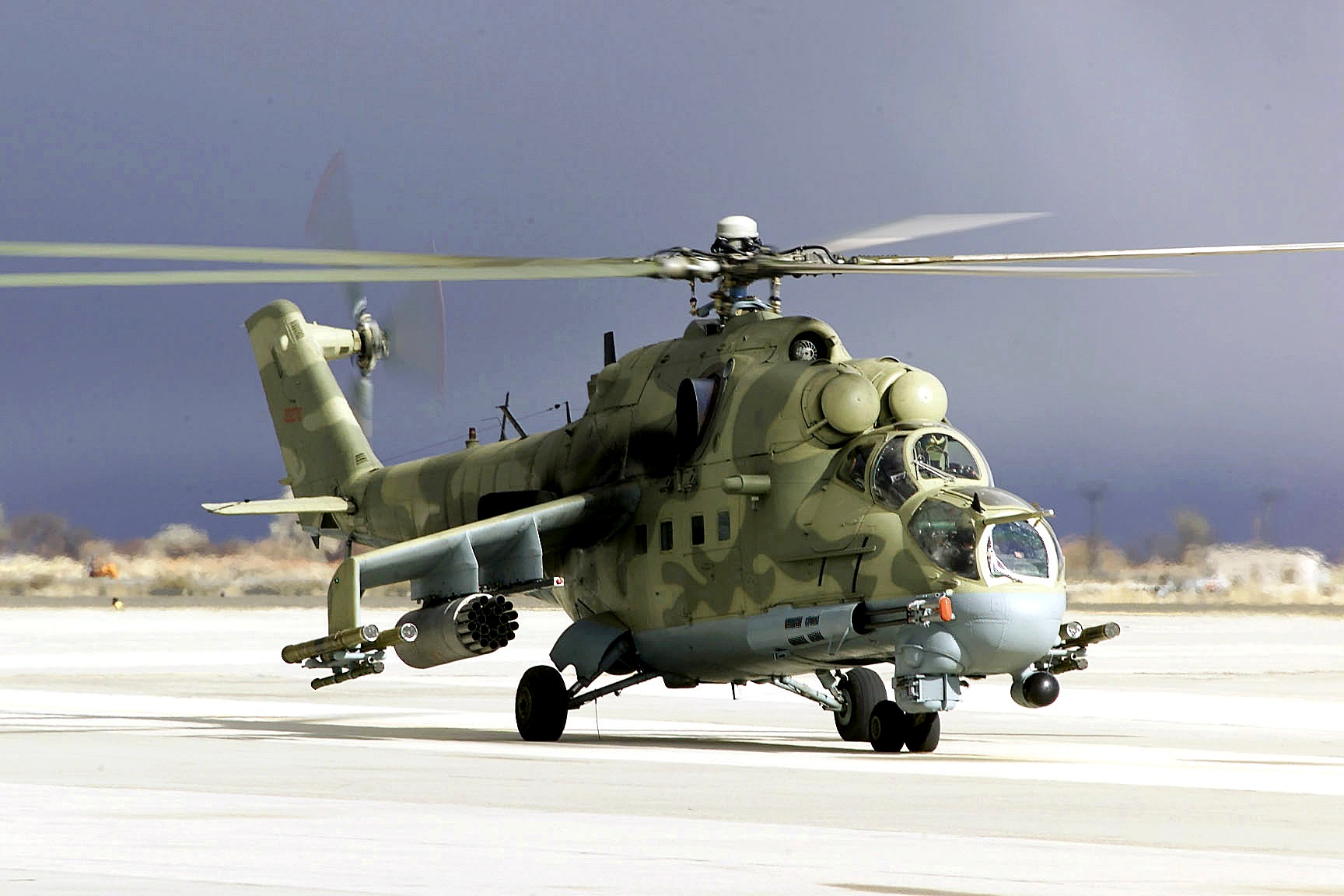
20-ствольный блок Б-8В20А на подвеске Ми-24.
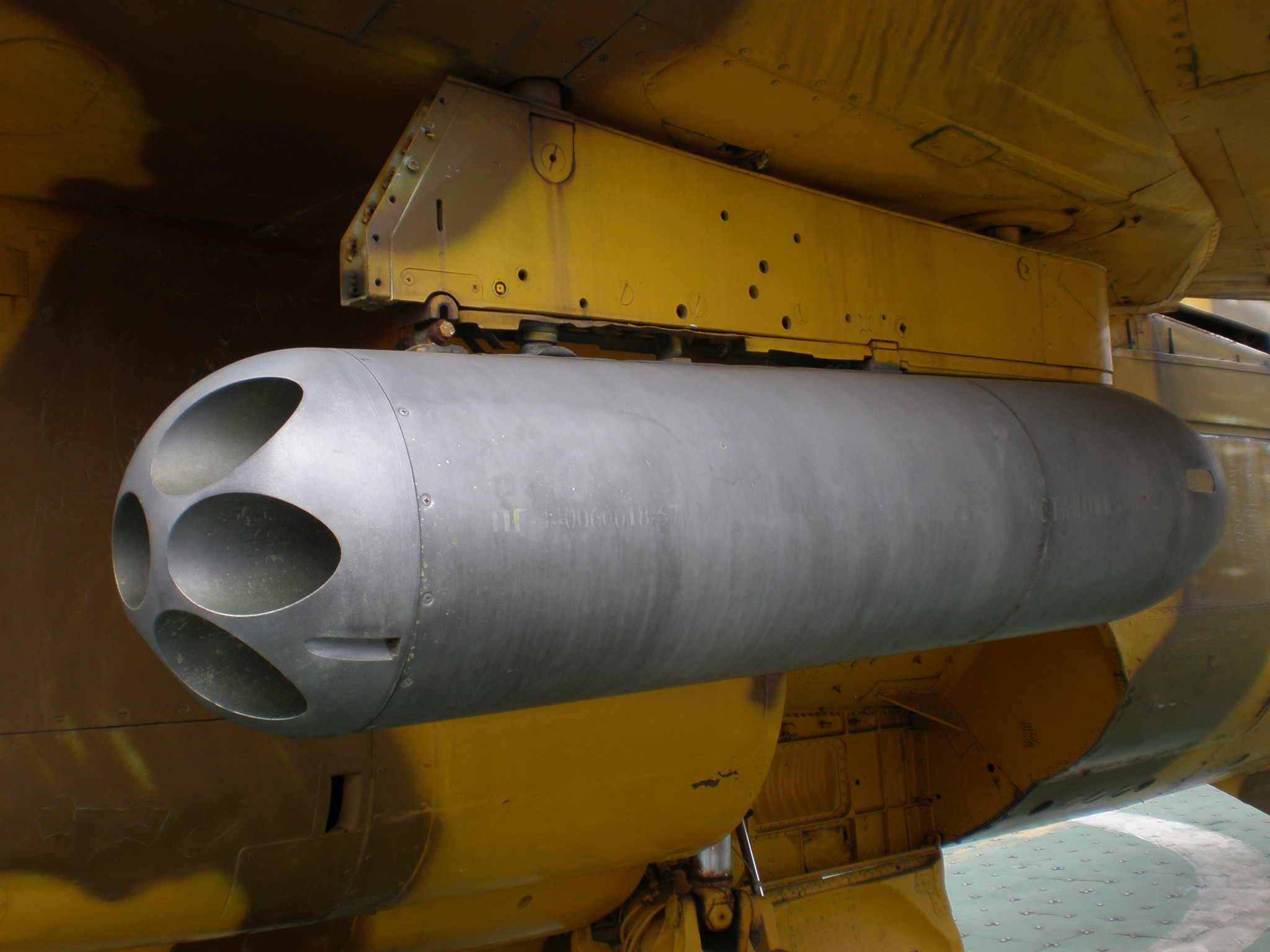
Б-8С7 под крылом МиГ-23 на палубе авианосца «Минск», Шэньчжэнь, Китай.